# The Open Championship 1979
In 1979 werd de 108e editie van het Brits Open van woensdag 18 - zaterdag 21 juli gespeeld op de Royal Lytham & St Annes Golf Club in Engeland.
Hale Irwin begon met twee rondes van 68 en stond daarbij aan de leiding. Zelfs na een score van 75 bleef hij na de derde ronde aan de leiding. Hij had nog twee slagen voorsprong op Severiano Ballesteros, die met 73-65-75 op de tweede plaats stond. Daarna gaf Irwin zijn positie uit handen, voor ronde 4 had hij 78 slagen nodig.
Ballesteros behaalde hier zijn eerste Major overwinning met een voorsprong van drie slagen op Ben Crenshaw en titelverdediger Jack Nicklaus. Ballesteros won het Open opnieuw in 1984 op St Andrews en in 1988 weer op Royal Lytham & St Annes.
De vierde ronde van het Open werd in 1979 nog op zaterdag gespeeld, vanaf 1980 werd die op zondag gespeeld.

## Top-10
| Nr  | Speler           | Score           | Score | Prijs (€) |
| --- | ---------------- | --------------- | ----- | --------- |
| 1   | Seve Ballesteros | 73-65-75-70=283 | −1    | 21.000    |
| T2  | Ben Crenshaw     | 72-71-72-71=286 | +2    | 15.750    |
| T2  | Jack Nicklaus    | 72-69-73-72=286 | +2    | 15.750    |
| 4   | Mark James       | 76-69-69-73=287 | +3    | 10.500    |
| 5   | Rodger Davis     | 75-70-70-73=288 | +4    | 9.100     |
| 6   | Hale Irwin       | 68-68-75-78=289 | +5    | 8.400     |
| T7  | Graham Marsh     | 74-68-75-74=291 | +7    | 7.000     |
| T7  | Isao Aoki        | 70-74-72-75=291 | +7    | 7.000     |
| T7  | Bob Byman        | 73-70-72-76=291 | +7    | 7.000     |
| T10 | Bob Charles      | 78-72-70-72=292 | +8    | 5.600     |
| T10 | Masashi Ozaki    | 75-69-75-73=292 | +8    | 5.600     |
| T10 | Greg Norman      | 73-71-72-76=292 | +8    | 5.600     |

Vanaf 1970:
1970 ·
1971 ·
1972 ·
1973 ·
1974 ·
1975 ·
1976 ·
1977 ·
1978 ·
1979 ·
1980 ·
1981 ·
1982 ·
1983 ·
1984 ·
1985 ·
1986 ·
1987 ·
1988 ·
1989 ·
1990 ·
1991 ·
1992 ·
1993 ·
1994 ·
1995 ·
1996 ·
1997 ·
1998 ·
1999 ·
2000 ·
2001 ·
2002 ·
2003 ·
2004 ·
2005 ·
2006 ·
2007 ·
2008 ·
2009 ·
2010 ·
2011 ·
2012 ·
2013 ·
2014 ·
2015 ·
2016 ·
2017 ·
2018 ·
2019 ·
2020